# Astur
Astur este un gen de păsări de pradă aparținând familiei Accipitridae. Speciile au fost anterior plasate în genul Accipiter.

## Taxonomie
Genul Astur a fost introdus în 1799 de naturalistul francez Bernard Germain de Lacépède. Specia tip a fost desemnată ulterior de zoologul irlandez Nicholas Vigors ca Falco palumbarius, considerată în prezent sinonim junior a Falco gentilis (Linnaeus, 1758), uliu porumbar. Numele provine din latinescul astur, asturis însemnând „șoim”.
Speciile plasate acum în acest gen au fost atribuite anterior genului Accipiter. Studiile filogenetice moleculare au constatat că Accipiter era polifiletic⁠(d) și, în reorganizarea ulterioară pentru a crea genuri monofiletice, a fost creat în 2024 genul Astur pentru a conține nouă specii care au fost anterior plasate în Accipiter.
Cele nouă specii ale genului sunt:
- Astur cooperii (Bonaparte, 1828)
- Astur gundlachi (Lawrence, 1860)
- Astur bicolor (Vieillot, 1817) – șoim bicolor
- Astur chilensis (Philippi & Landbeck, 1864) – șoim chilian
- Astur melanoleucus (Smith, 1830) – uliu negru
- Astur henstii (Schlegel, 1872)
- Astur gentilis (Linnaeus, 1758) – uliu porumbar
- Astur atricapillus (Wilson, 1812) – uliu american
- Astur meyerianus (Sharpe, 1878)